# Periphetes (geslacht)
Periphetes is een geslacht van Phasmatodea uit de familie Phasmatidae. De wetenschappelijke naam van dit geslacht is voor het eerst geldig gepubliceerd in 1877 door Carl Stål.

## Soorten
Het geslacht Periphetes omvat de volgende soorten:
- Periphetes forcipatus (Bates, 1865)
- Periphetes graniferum (Westwood, 1859)
- Periphetes magayon (Zompro, 2003)
- Periphetes parastatidon Günther, 1935
- Periphetes quezonicus Hennemann & Conle, 2007